# Alastor, czyli duch samotności

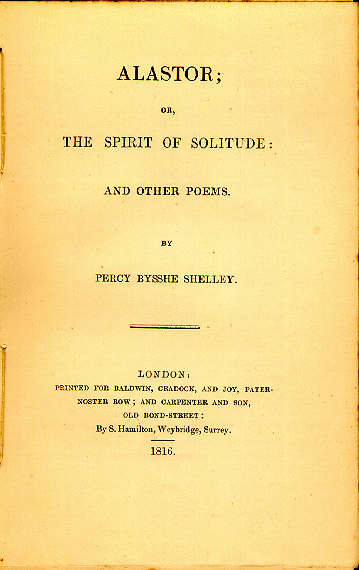
Strona tytułowa tomiku Alastor, or The Spirit of Solitude snd Other Poems

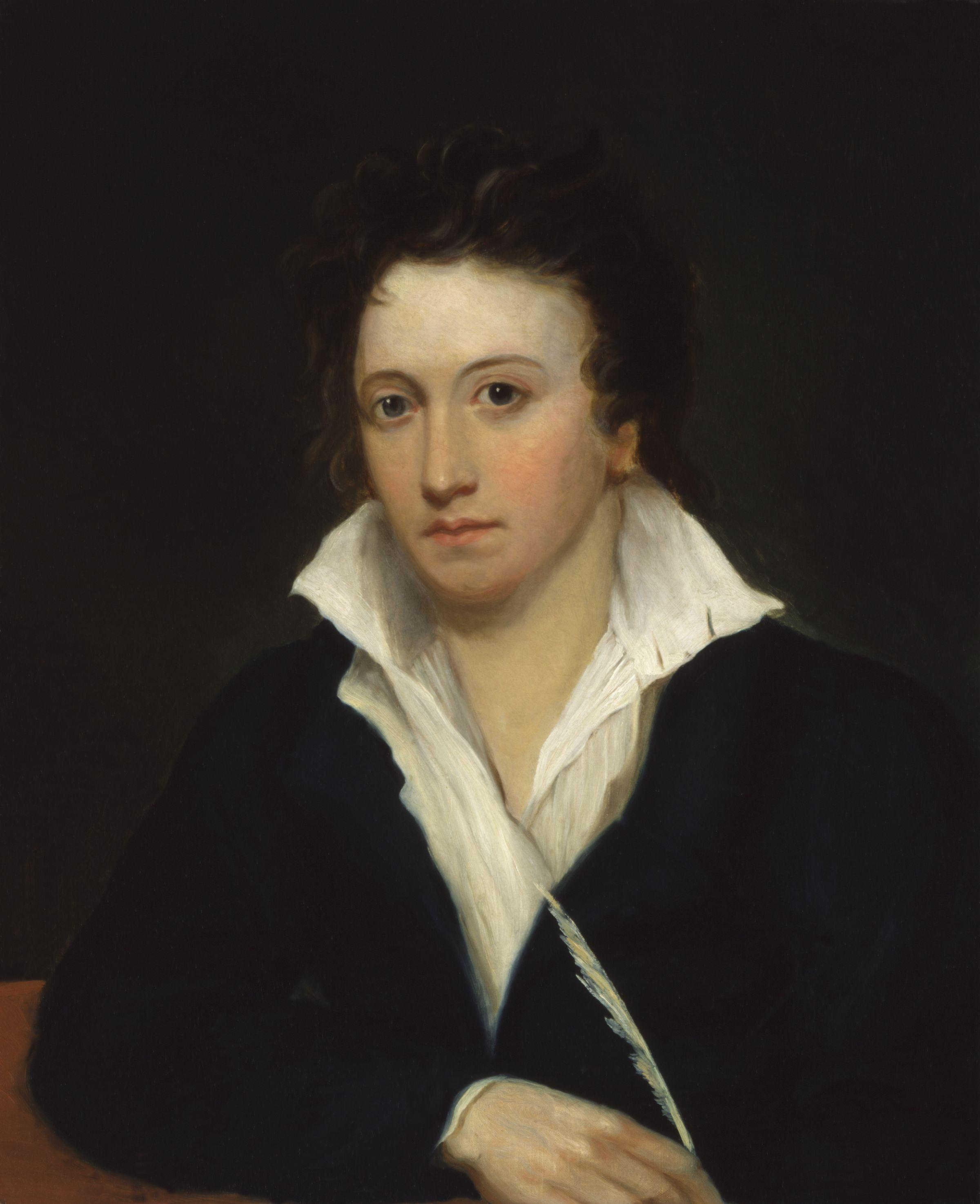
Alfred Clint, Percy Bysshe Shelley

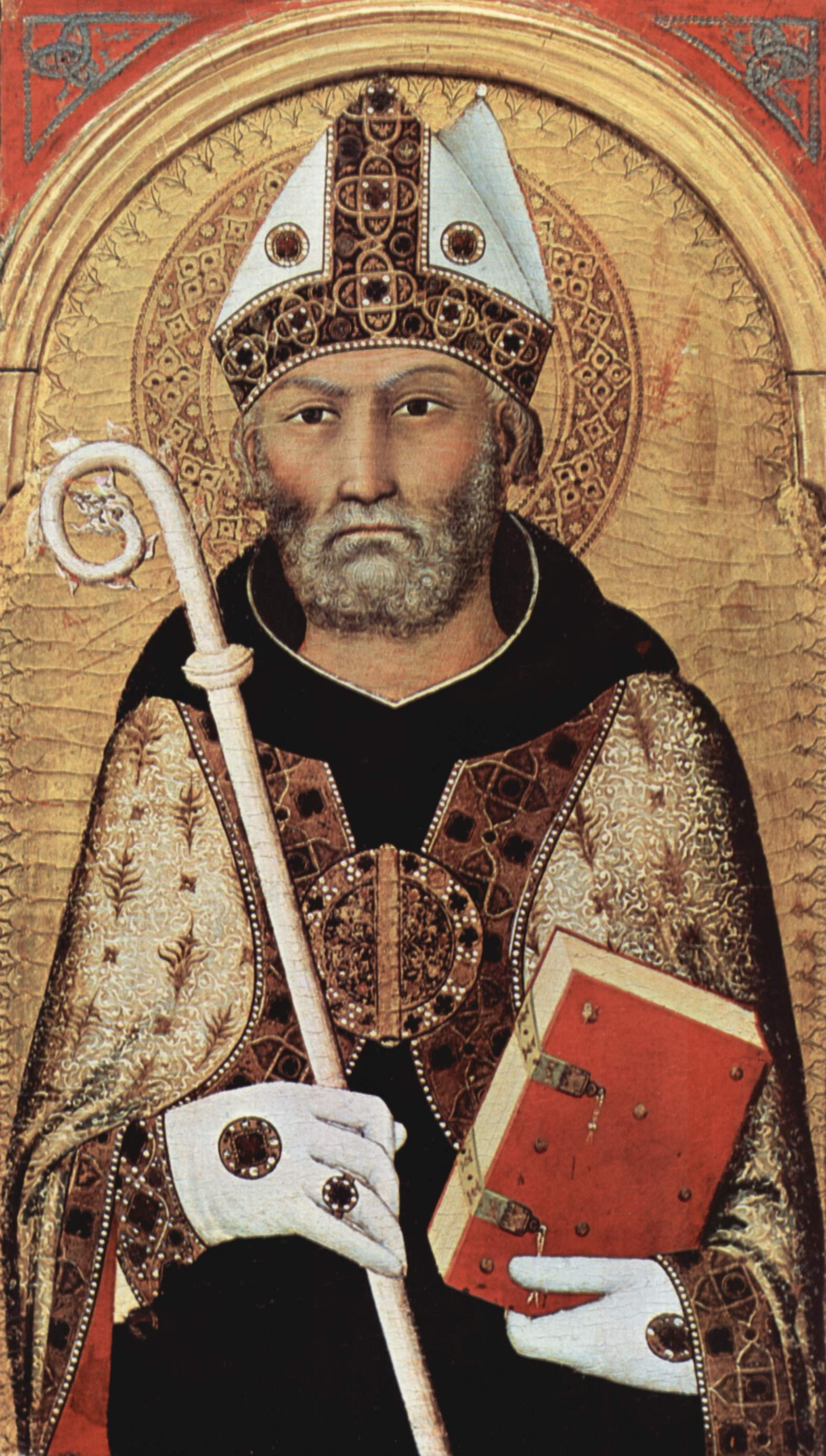
Simone Martini, Święty Augustyn

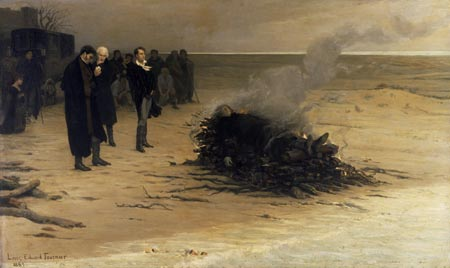
Louis Edouard Fournier, Pogrzeb Shelleya

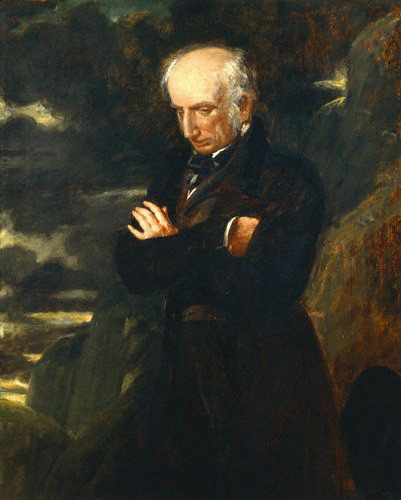
William Wordsworth

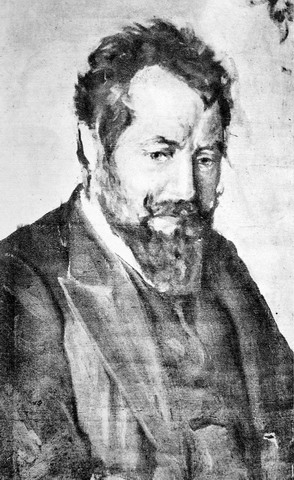
Franciszek Krakowski, Portret Jana Kasprowicza

Alastor, czyli duch samotności (Alastor; or, The Spirit of Solitude) – poemat angielskiego romantycznego poety Percy'ego Bysshe Shelleya, napisany w 1815 i opublikowany w 1816. 

## Treść
Utwór opowiada o wędrówce, w jaką wyrusza młody poeta, miłośnik natury i wszystkiego, co jest dobre i piękne, a zostało wymyślone i zrobione przez ludzi. Młodzieniec udaje się w drogę w poszukiwaniu prawdy i zamierza odkryć tajemnice wszystkich rzeczy i dotrzeć do źródeł czasu. Poemat jest opatrzony łacińskim mottem ze św. Augustyna: Nondum amabam, et amare amabam, quaerebam quid amarem, amans amare (Jeszcze nie kochałem, lecz chciałem kochać, szukałem tego, co mógłbym kochać, chcąc kochać). Poemat Shelleya jest między innymi polemiką z poglądami Williama Wordswortha. Być może to Wordsworth był pierwowzorem bohatera poematu.

## Forma
Utwór został napisany nierymowanym pięciostopowcem jambicznym, znanym jako blank verse i powszechnie stosowanym w literaturze angielskiej od XVI wieku. Przed Shelleyem tej formy używali między innymi Henry Howard, hrabia Surrey, Thomas Kyd, Christopher Marlowe, William Szekspir, John Milton i William Wordsworth.

Earth, ocean, air, belovèd brotherhood!
If our great Mother has imbued my soul
With aught of natural piety to feel
Your love, and recompense the boon with mine;
If dewy morn, and odorous noon, and even,
With sunset and its gorgeous ministers,
And solemn midnight's tingling silentness;
If autumn's hollow sighs in the sere wood,
And winter robing with pure snow and crowns
Of starry ice the grey grass and bare boughs;
If spring's voluptuous pantings when she breathes
Her first sweet kisses, have been dear to me;

W wielu miejscach, łącznie z tytułem, poeta stosuje aliterację, czyli współbrzmienie początkowe: At night the passion came,/Like the fierce fiend of a distempered dream; His strong heart sunk and sickened with excess/Of love.; his scattered hair/Sered by the autumn of strange suffering/Sung dirges in the wind. Aliteracja tradycyjnie jest używana przez poetów angielskich do przeciwdziałania monotonii wiersza białego. Alastor jest aliterowany w większym stopniu niż późniejsze utwory poety.

## Przekład
Poemat przełożył na język polski Jan Kasprowicz. Przekład został włączony do antologii Poeci angielscy. Wybór poezyi, wydanej we Lwowie w 1907. Przekład jest napisany jedenastozgłoskowcem.

Powietrze, ziemio, morze, bracia moi!
Jeśli mi w duszę wlała Macierz wasza
Choć odrobinę dziecięcej pokory,
Ażebym miłość waszą odczuł sercem
I dar ten własną okupił miłością;
Jeślim ukochał rosę porankową,
Wonne południe i szkarłat zachodu
I te północy uroczystą ciszę;
Jeśli mi były drogiemi westchnienia
Lasów jesiennych i zima, zdobiąca
Całunem śniegu i lodów brylantem
Nagie konary i trawy powiędłe;
Jeślim się kiedy upajał pierwszymi
Całunki wiosny pośród drżeń rozkosznych;

Kasprowicz przetłumaczył także wiele innych dzieł poety, między innymi poematy Adonais i Epipsychidion, jak też cykl sonetów Oda do wiatru zachodniego.